# George Walton

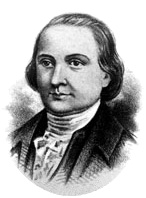
George Walton

George Walton, född mellan 1740 och 1750 i Virginia, död 2 februari 1804 i Richmond County, Georgia, var en amerikansk politiker och jurist. Han var guvernör i Georgia 1775-1776, 1779-1780 och 1789-1790. Under den första mandatperioden var hans egentliga titel President of the Georgia Council of Safety. Han representerade Georgia i kontinentala kongressen 1776-1777 och 1780-1781. Han var ledamot av USA:s senat 1795-1796.
Walton studerade juridik och inledde 1774 sin karriär som advokat i Savannah, Georgia. Han innehade den högsta verkställande makten i Georgia redan för en kort tid 1775-1776. Han undertecknade sedan USA:s självständighetsförklaring. Han var senare guvernör 1779-1780 och chefsdomare i Georgias högsta domstol 1783-1789. Han var guvernör för sista gången 1789-1790 och då var han den första demokrat-republikanen i det ämbetet. Han hade inte tidigare varit med i något parti men hört till en informell gruppering som kallades whigs (inte att förväxla med whigpartiet).
Senator James Jackson avgick 1795. Walton blev utnämnd till senaten som federalist. Han efterträddes följande år av Josiah Tattnall.